# Preloge pri Konjicah
Preloge pri Konjicah este o localitate din comuna Slovenske Konjice, Slovenia, cu o populație de 166 de locuitori.